# Cyclosportive
 (janvier 2025).
Si vous disposez d'ouvrages ou d'articles de référence ou si vous connaissez des sites web de qualité traitant du thème abordé ici, merci de compléter l'article en donnant les références utiles à sa vérifiabilité et en les liant à la section « Notes et références ».

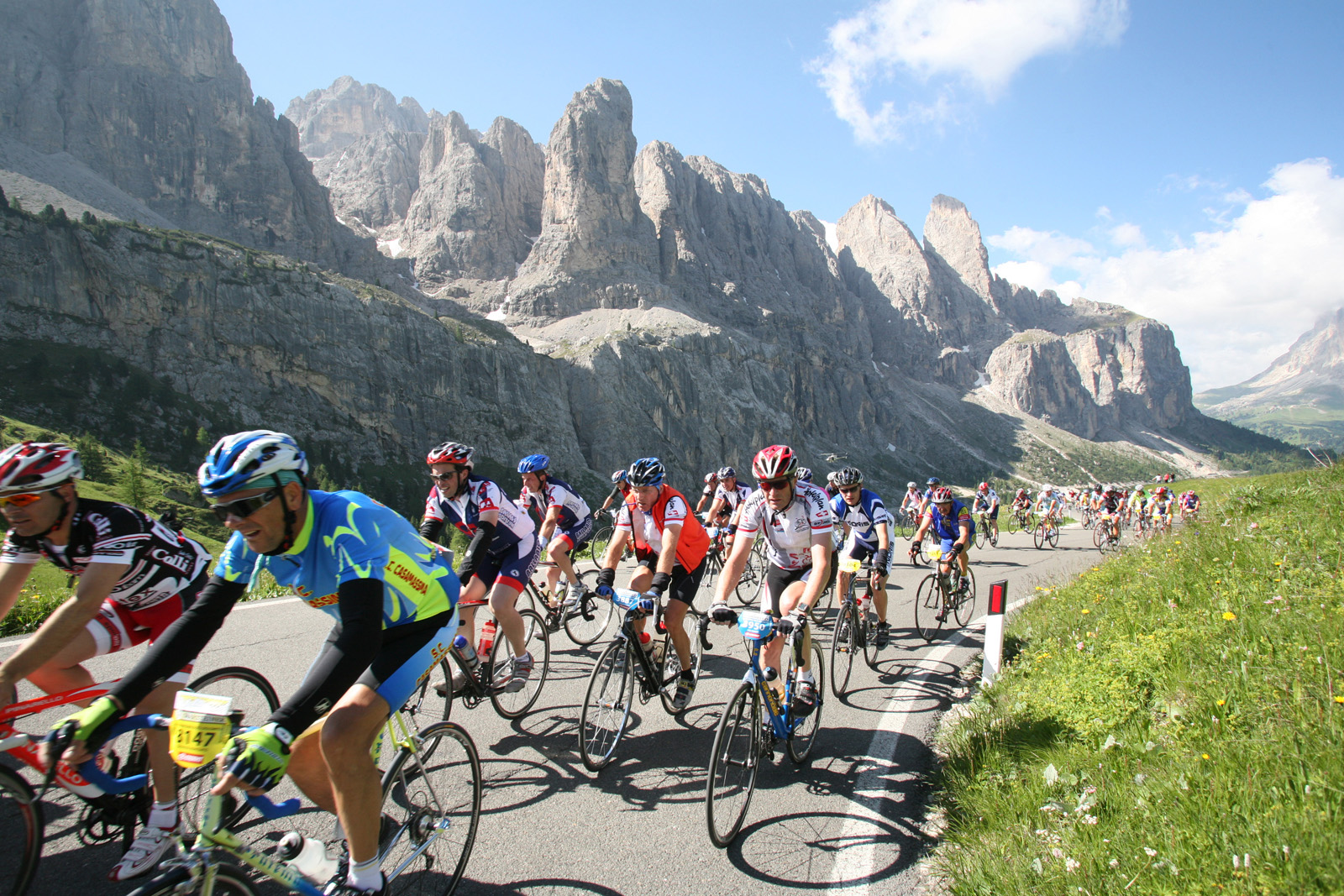
Le marathon des Dolomites

Une cyclosportive est une compétition de cyclisme longue distance organisée annuellement.
Les participants se nomment les cyclosportifs.

## Itinéraires
Les itinéraires sont balisés et/ou surveillés et certaines cyclosportives se déroulent sur des routes fermées permettant aux cyclistes de profiter de toute la largeur de la route et réduisant le risque de chute ou d'accident. Certaines attirent des milliers de participants : en 2023, l'Étape du Tour a été courue par 16 000 cyclosportifs.

## Événements sportifs établis
La première cyclosportive française fut La Marmotte, courue pour la première fois en 1982 sur un parcours partant du Bourg-d'Oisans et passant par le col de la Croix-de-Fer, le col du Télégraphe et le col du Galibier avant de grimper pour terminer au sommet de l'une des plus célèbres ascensions du Tour de France à l'Alpe d'Huez.
L'Étape du Tour, qui se déroule chaque mois de juillet sur une étape du Tour de France de l'année en question, généralement une étape de montagne, est sans doute[réf. souhaitée] la cyclosportive la plus célèbre d'aujourd'hui. L'Ardéchoise est aussi l'un des plus grands événements d'Europe avec plus de 15 000 participants chaque année depuis 2011. Pour cette cyclosportive les participants peuvent choisir parmi une gamme de circuits, de 66 km à 268 km.
Le Paris-Roubaix Challenge est une cyclosportive où les participants roulent sur une distance comprise entre 70 et 170 km empruntant notamment des secteurs pavés de la classique d'un jour Paris-Roubaix qui a lieu le même weekend.